# Black Sheep (banda)
Black Sheep es un dúo de hip hop alternativo originario de Queens (Nueva York), formado por los miembros Andres "Dres" Titus y William "Mista Lawnge" McLean. Fueron parte de Native Tongues Posse, que incluía a Jungle Brothers, A Tribe Called Quest y De La Soul. Debutaron en 1991 con el éxito "Flavor of the Month", y más tarde grabaron su primer álbum, A Wolf in Sheep's Clothing, dándoles reconocimiento en la comunidad del hip hop por sus ritmos únicos y sus inteligentes letras.
A Wolf in Sheep's Clothing apareció tres veces en la lista de Billboard Hot Dance Music/Club Play en 1992 con "The Choice Is Yours" (#9), "Strobelite Honey" (#1) y Work To Do (#8), álbum de Vanessa Williams en el que Black Sheep aparecían.
El segundo álbum del grupo, Non-Fiction, no tuvo mucho éxito comercial debido la poca promoción que hicieron del disco. Titus y McLean se separarían pronto para comenzar sus carreras en solitario. En 2000, se reunieron para grabar una canción para la banda sonora de la película Once in the Life. Actualmente planean grabar una mixtape, 8WM, prevista para el verano de 2006. 
Dres apareció en el álbum de Handsome Boy Modeling School llamado White People, en la canción "First...and Then".

## Discografía
- A Wolf in Sheep's Clothing (1991)
- Non-Fiction (1994)
- 8WM (para 2006)

### Sencillos
- "Flavor of the Month" (1991)
- "The Choice is Yours" (1991)
- "Strobelite Honey" (1992)
- "Similak Child" (1992)
- "Without A Doubt" (1994)
- "North South East West" (1995)